# عالم الفوضى
عالم الفوضى مسلسل رسوم متحركة أمريكي كندي عرض لأول مره في 7 أكتوبر 2006 واستمر عرضه حتى 13 مارس 2010 تمت دبلجة المسلسل للغة العربية وعرض على قناة ام بي سي 3 .

## روابط خارجية
- عالم الفوضى على موقع IMDb (الإنجليزية)
- عالم الفوضى على موقع ميتاكريتيك (الإنجليزية)
- عالم الفوضى على موقع كينوبويسك (الروسية)
- عالم الفوضى على موقع قاعدة بيانات الفيلم (الإنجليزية)